# Luis Garrido Medina
Luis Garrido (Espanya, 1950) és un sociòleg i demògraf espanyol. Catedràtic de sociologia al Departament de Sociologia II (Estructures i Processos Socials) a la Facultat de Ciències Polítiques i Sociologia de la Universitat Nacional d'Educació a Distància (UNED). És Director del Centre Estructures Socials Comparades (CESC). Les seves línies d'investigació se centren en l'anàlisi d'estructures socials locals, regionals i nacionals, el mercat de treball i l'estructura ocupacional, sociologia i demografia de la familia, entre d'altres. Ha participat en nombroses investigacions, de les quals destaca Demografía generacional de la ocupación y de la formación: el futuro de la jubilación en España, Premi d'Investigació del Consell Econòmic i Social (2002).